# Onda conservadora
A onda conservadora ou maré azul foi um fenômeno político que surgiu em meados dos anos 2010 na América Latina, sucedendo à guinada à esquerda.
Escândalos de corrupção envolvendo governos de esquerda no continente fizeram que os mesmos se desgastassem, diz Gerardo Caetano, professor de Ciências Políticas da Universidade da República, no Uruguai. Ainda segundo Caetano, "quando os governos de esquerda ou centro-esquerda, cada um com seu estilo, assumiram nos vários países da região (durante a guinada à esquerda), as sociedades estavam cansadas e vínhamos de várias crises. Esses governos resgataram e melhoraram a vida de muitas pessoas, mas faltava um projeto de longo prazo e além disso quanto mais melhoram de vida, mais as pessoas ficam exigentes".
Segundo o cientista político boliviano, Roberto Lasema, do Centro de Estudos da Realidade Econômica e Social (CERES), a alta no preço das commodities na década de 2000 favoreceu os governos populistas, e também acredita que esses governos falharam em não pensar em políticas de longo prazo. Em escala global, o fenômeno pode ser associado à vitória de Donald Trump, nos Estados Unidos, e à ascensão de partidos de extrema-direita na Europa, situando a onda conservadora da América do Sul neste contexto. Na Europa, um fenômeno semelhante, a Pasokificação, também anda acontecendo nos últimos anos.
Desde os anos de 2018 e 2019, essa onda começou a apresentar sinais de declive com às eleições de candidatos progressistas como López Obrador, no México, Alberto Fernández, na Argentina, e Luis Arce, na Bolívia. Essa diminuição se acentuou ainda mais após a eleição de Joe Biden em 2020 nos Estados Unidos, onde países como Peru, Chile, Honduras, Colômbia e Brasil elegeram líderes de esquerda, o que marca o início da chamada Segunda guinada à esquerda na América Latina.

## Locais

### Argentina

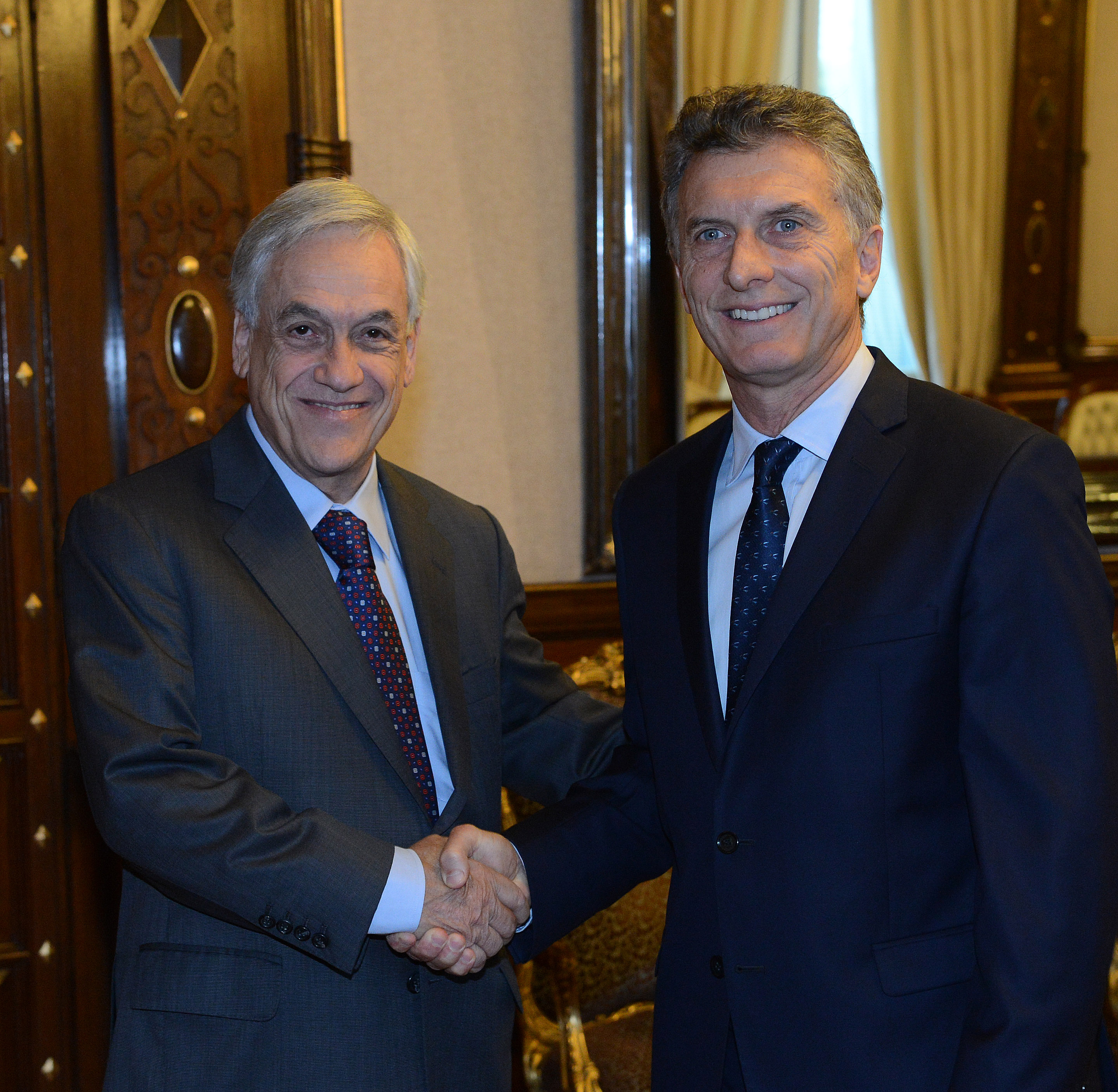
Político liberal Mauricio Macri ao lado do conservador chileno Sebastián Piñera

Na Argentina, a eleição do candidato de centro-direita, Mauricio Macri, em novembro de 2015, para Presidente da Argentina, trouxe um governo de direita ao poder, apesar de os movimentos populares peronistas e kirchneristas permanecerem relativamente fortes. Macri, que já fora prefeito de Buenos Aires, cortou subsídios à energia, pôs fim ao controle monetário e iniciou outras reformas que permitiram a Argentina ganhar de volta a aprovação dos mercados internacionais. Em outubro de 2017, Macri estabeleceu um controle mais firme no poder quando muitos dos candidatos de Cambiemos, a coalizão governista no momento, tiveram vitórias nas eleições legislativas de 2017, dificultando um retorno do kirchnerismo. Uma série de escândalos de corrupção envolvendo Macri e seus aliados desenvolveram-se durante sua presidência, incluindo seis investigações federais por suposta lavagem de dinheiro, tráfico de influência e aumento ilegal do patrimônio familliar, além de envolvimento no escândalo conhecido como Panama Papers. A reforma da previdência de Macri enfrentou massivos protestos em oposição, que alguns membros da imprensa descreveram como os mais violentos em Buenos Aires em décadas. Repórteres acusaram o governo de Macri de praticar violência policial e repressão violenta ao lidar com esse e outros protestos recentes.

### Brasil
A onda conservadora no país teve início aproximadamente na época em que Dilma Rousseff, em uma eleição apertada, venceu as eleições presidenciais de 2014, dando início ao quarto mandato do Partido dos Trabalhadores no cargo mais alto do Poder Executivo, o que gerou uma crise política. Além disso, de acordo com o analista político do Departamento Intersindical de Assessoria Parlamentar, Antônio Augusto de Queiroz, o Congresso Nacional eleito em 2014 pode ser considerado o mais conservador desde a redemocratização, percebendo um aumento no número de parlamentares ligados a segmentos mais conservadores, como ruralistas, militares, policiais e religiosos.
A subsequente crise econômica de 2014 e as investigações de corrupção fizeram com que surgisse um movimento de direita, que buscava resgatar ideias do liberalismo econômico e do conservadorismo em oposição às políticas de esquerda.
Nessa época se destacou também o surgimento de movimentos de jovens liberais, como os que integram o Movimento Brasil Livre, entre diversos outros. Para Manheim (1952), dentro de uma mesma geração real podem existir várias gerações que ele chamou de “diferenciadas e antagônicas”. Para ele, não é a data de nascimento em comum que marca uma geração, apesar de isso ter importância, mas sim, o momento histórico em que eles vivem em comum. No caso, o momento histórico foi o impeachment de Dilma Rousseff. Podem ser chamados de a "geração pós-Dilma".
Sobre as mudanças políticas que estavam a acontecer no país, foi lançado em 2016 uma coletânea de vinte ensaios organizada por Felipe Demier e Rejane Hoeveler, intitulada A Onda Conservadora — Ensaios Sobre Os Atuais Tempos Sombrios No Brasil. Na sinopse, o José Paulo Netto, professor emérito (ESS/UFRJ) e um dos principais estudiosos do marxismo no Brasil, caracteriza a oposição de direita como sendo "rebaixamento da inteligência". É também ressaltado o enraizamento do pensamento e das práticas reacionárias nos poderes de Estado e na sociedade brasileira em múltiplas dimensões, bem como os desafios que a esquerda terá que enfrentar.
Em seu clássico intitulado "Cultura e política no Brasil (1964-1960)", Roberto Schwarz afirmou que, no período compreendido entre os últimos anos da década de 1950 e os primeiros da de 1960, o Brasil "estava irreconhecivelmente inteligente". Impulsionado pelo salto organizativo e político dos trabalhadores do campo e da cidade, expresso pelas greves do sindicalismo mais combativo e pela criação das Ligas Camponesas, entre outros fenômenos [...]

Por comparação ao cenário descrito, talvez possamos dizer, parafraseando Schwarz, que nesta metade da década de 2010 o Brasil está irreconhecivelmente estúpido. O direitismo político e o conservadorismo comportamental, tal como o reacionarismo cultual, parecem medrar sem óbices.— Demier, Felipe (15 de abril de 2016). «Introdução». A Onda Conservadora. [S.l.]: Mauad Editora Ltda

### Guatemala
Na Guatemala, o líder social-democrata, Alvaro Colom, foi eleito em 2007. Seu sucessor, o liberal Otto Pérez Molina, foi forçado a renunciar a presidência devido a insatisfação popular e a escândalos de corrupção que culminaram com sua prisão. Após a resignação de Molina, o direitista Jimmy Morales foi eleito. Morales está sob investigação por financiamento ilegal.

### Honduras

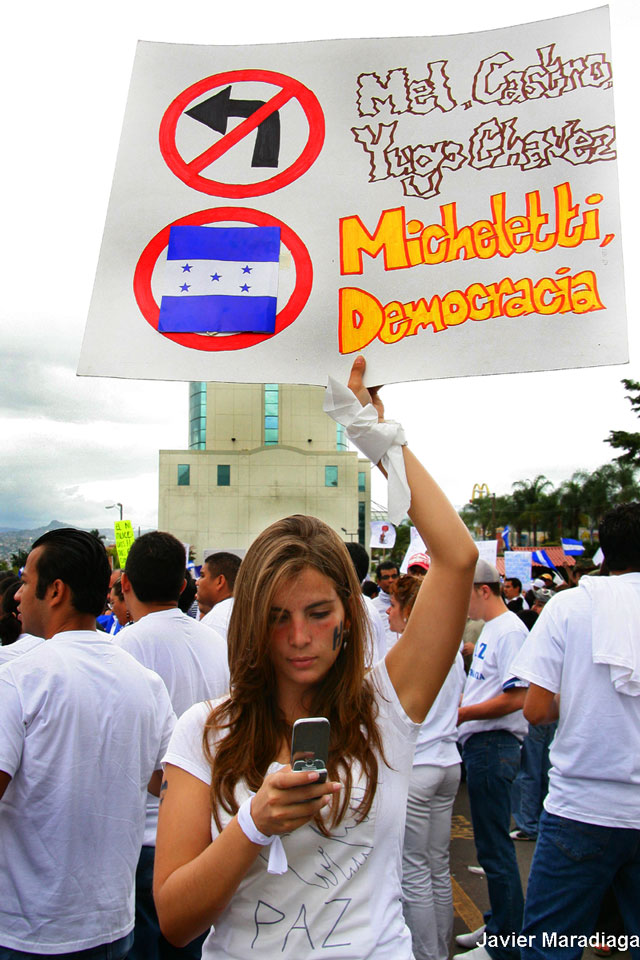
Manifestante segurando um cartaz contra a esquerda em 2009

Em Honduras, a guinada à esquerda de Manuel Zelaya resultou em um golpe de estado no país em 2009, que foi condenado por toda a região, incluindo os Estados Unidos. Anos após o golpe, Zelaya afirmou que sua deposição foi o começo de uma "restauração conservadora" na América Latina.
Após o golpe, o próximo presidente eleito democraticamente foi o direitista Porfirio Lobo Sosa (2010–2014) e, em seguida, o também direitista Juan Orlando Hernández, do Partido Nacional de Honduras, venceu a eleição presidencial, derrotanto por uma margem estreita a candidata de esquerda e esposa de Zelaya Xiomara Castro. Logo em seguida, Hernández reformou a Constituição para permitir sua própria reeleição imediata (algo que até então não era permitido pela lei hondurenha) e disputou a eleição de 2017, que foi questionada por observadores por não ser democrática, ter tendências autoritárias e ser corrupta. Durante as eleições, a auto-declarada vitória apertada de Hernández sobre Salvador Narsalla (do partido Aliança de Oposição à Ditadura), somada a acusações de fraude eleitoral, causou massivos protestos por todo o país. A declaração de estado de sítio foi considerada ilegal por alguns juristas. A violenta repressão aos protestos deixou pelo menos sete mortos e dúzias de feridos. Devido à insatisfação popular e às alegações de fraude, a Organização dos Estados Americanos pediu nova eleição, sem obter resposta.

### Paraguai

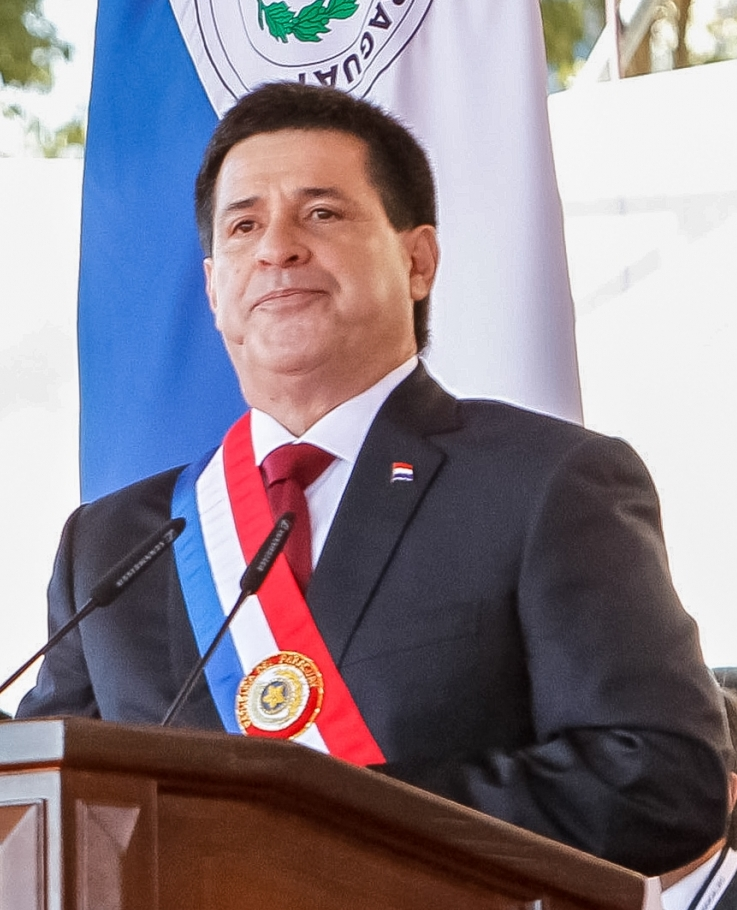
Horacio Cartes em 2013

No Paraguai, o conservador Partido Colorado governou o país por mais de sessenta anos, incluindo a ditadura de Alfredo Stroessner, que durou 35 anos, de 1954 a 1989. O Paraguai é um dos países mais pobres da América do Sul. Esse sistema com um partido dominante (o Colorado) foi temporariamente interrompido nas eleições presidenciais de 2008, quando praticamente toda a oposição, unida na Aliança Patriótica para a Mudança, elegeu o ex-bispo Fernando Lugo, do Partido Democrata Cristão. Seu governo foi elogiado por suas reformas sociais, incluindo investimentos em habitações para pessoas de baixa renda, a introdução de tratamento livre nos hospitais públicos, a implementação de programas de transferência de renda para os cidadãos mais pobres e de direitos indígenas.
Mesmo assim, Lugo não terminou seu mandado por ter sofrido impeachment, apesar de usufruir de grandes taxas de aprovação. O impeachment foi rejeitado pela Comissão Interamericana de Direitos Humanos, condenado por governos de esquerda e de direita e considerado um golpe de estado pela UNASUL e o Mercosul, o que acarretou em sanções e suspensões ao Paraguai. Lugo foi mais tarde eleito Senador e Presidente do Senado. Ele foi substituído pelo vice-presidente Federico Franco, que era ideologicamente afastado de Lugo. Opunha-se à entrada da Venezuela no Mercosul e era descrito como um conservador.
O próximo presidente democraticamente eleito do Paraguai, o direitista Horacio Cartes (do Partido Colorado), descrito por organizações de direitos humanos como autoritário e homofóbico, tentou reformar a Constituição do Paraguai para permitir que ele próprio pudesse reeleger-se indefinidamente, o que causou insatifsação popular e protestos em 2017. Cartes também era suspeito de praticar lavagem de dinheiro. e evasão de divisas.

### Peru
No Peru, Pedro Pablo Kuczynski venceu a eleição presidencial no Peru em 2016, fazendo com que o país se tornasse outro a se afastar de uma liderança de esquerda ou de centro-esquerda. Nessa eleição, o terceiro candidato com maior apoio era a esquerdista Verónika Mendoza, do partido Frente Ampla, com 18% dos votos. Após investigações de corrupção na construtora brasileira Odebrecht (atual Novonor), o Congresso do país exigiu que Kuczynski se defendesse em uma sessão, enquanto a Odebrecht afirmou que o envolvimento de Kuczynski com a empresa era legal em comparação com as ilegalidades perpetradas por seu predecessor de esquerda no poder. Devido ao escândalo, o impeachment de Pedro Pablo Kuczynski foi iniciado, mas rejeitado por estreita margem no Congresso. Mais tarde, devido a novos escândalos, Kuczynski renuncia ao poder.

## Linha do tempo
A linha do tempo a seguir começa antes do início da onda conservadora para ilustrar graficamente o aumento dos governos conservadores ao longo dos anos.

## Presidentes da onda conservadora
Abaixo estão os presidentes de direita e centro-direita que estiveram no poder na América Latina desde 2010. Presidentes de centro-direita estão marcados com um asterisco (*). A lista está ordenada por país, em ordem alfabética.

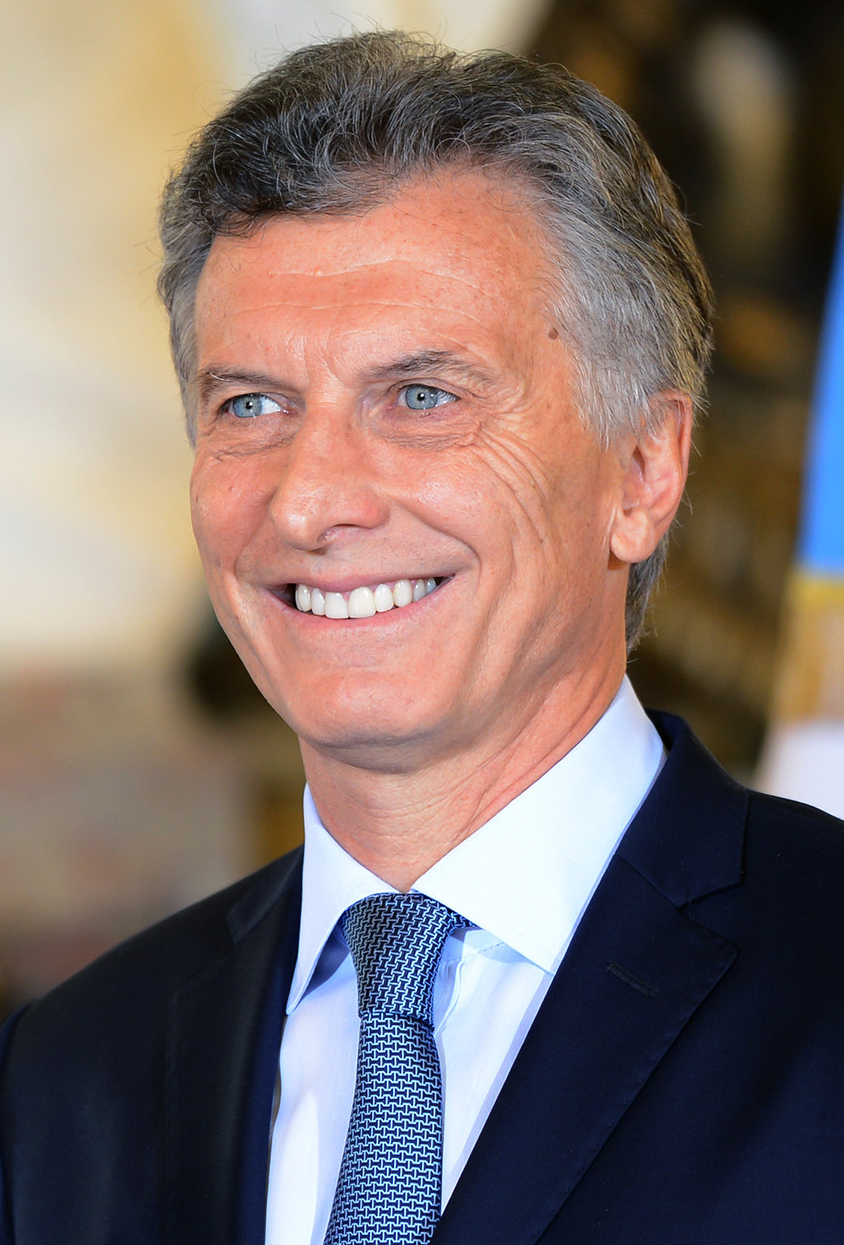
Argentina Mauricio Macri* 2015–2019
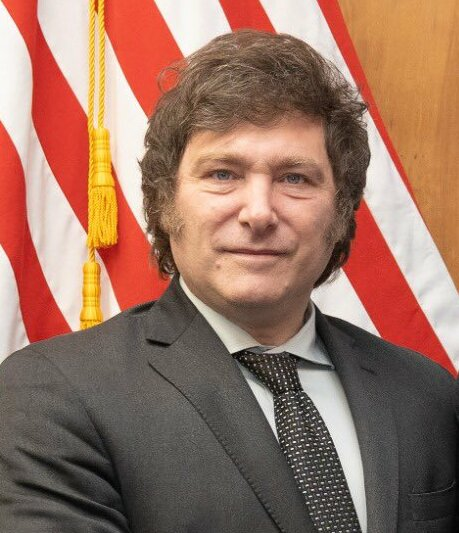
Argentina Javier Milei 2023–presente
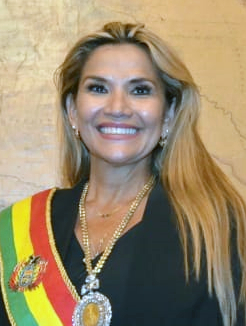
Bolívia Jeanine Áñez 2019–2020
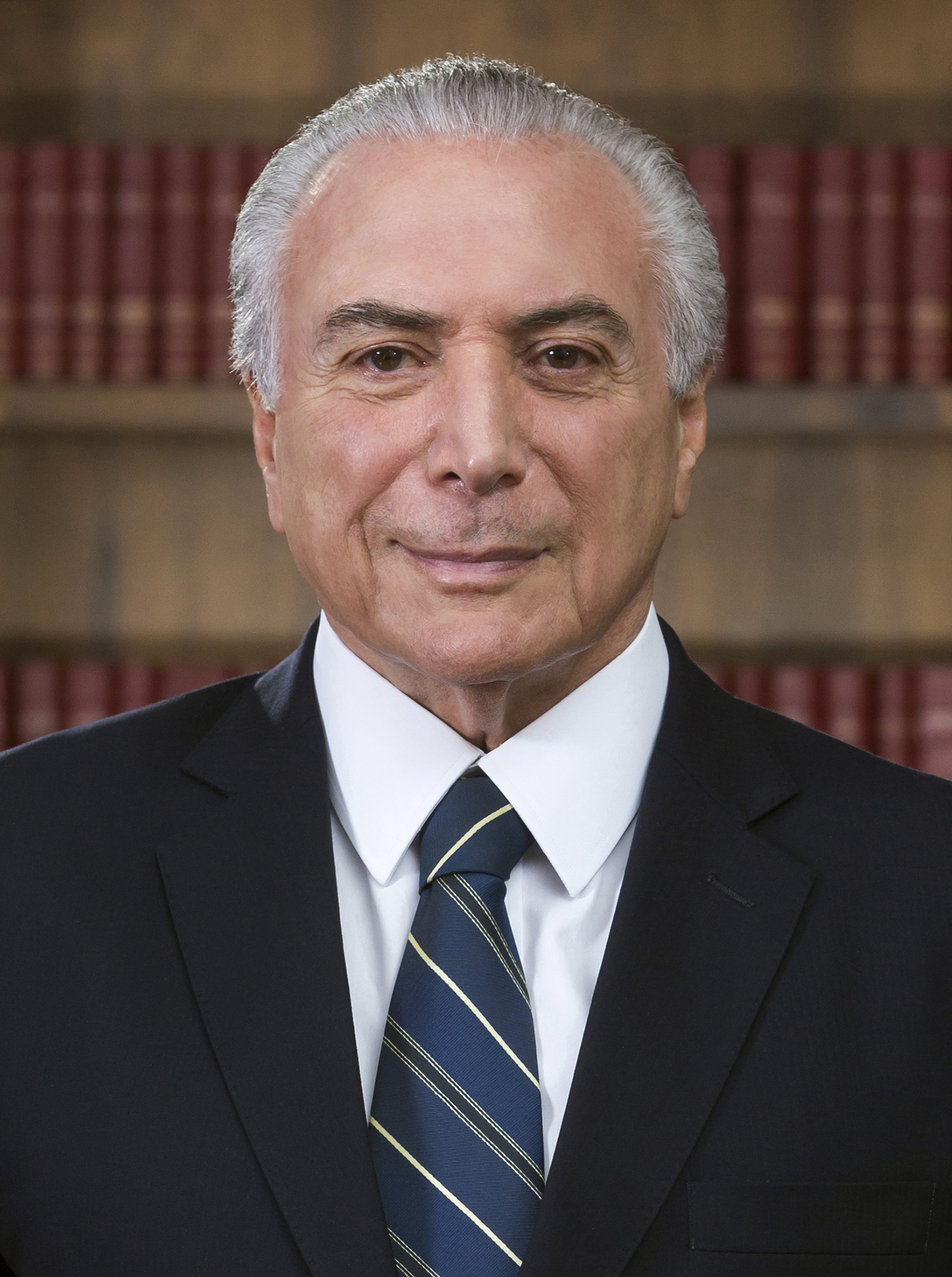
Brasil Michel Temer* 2016–2019
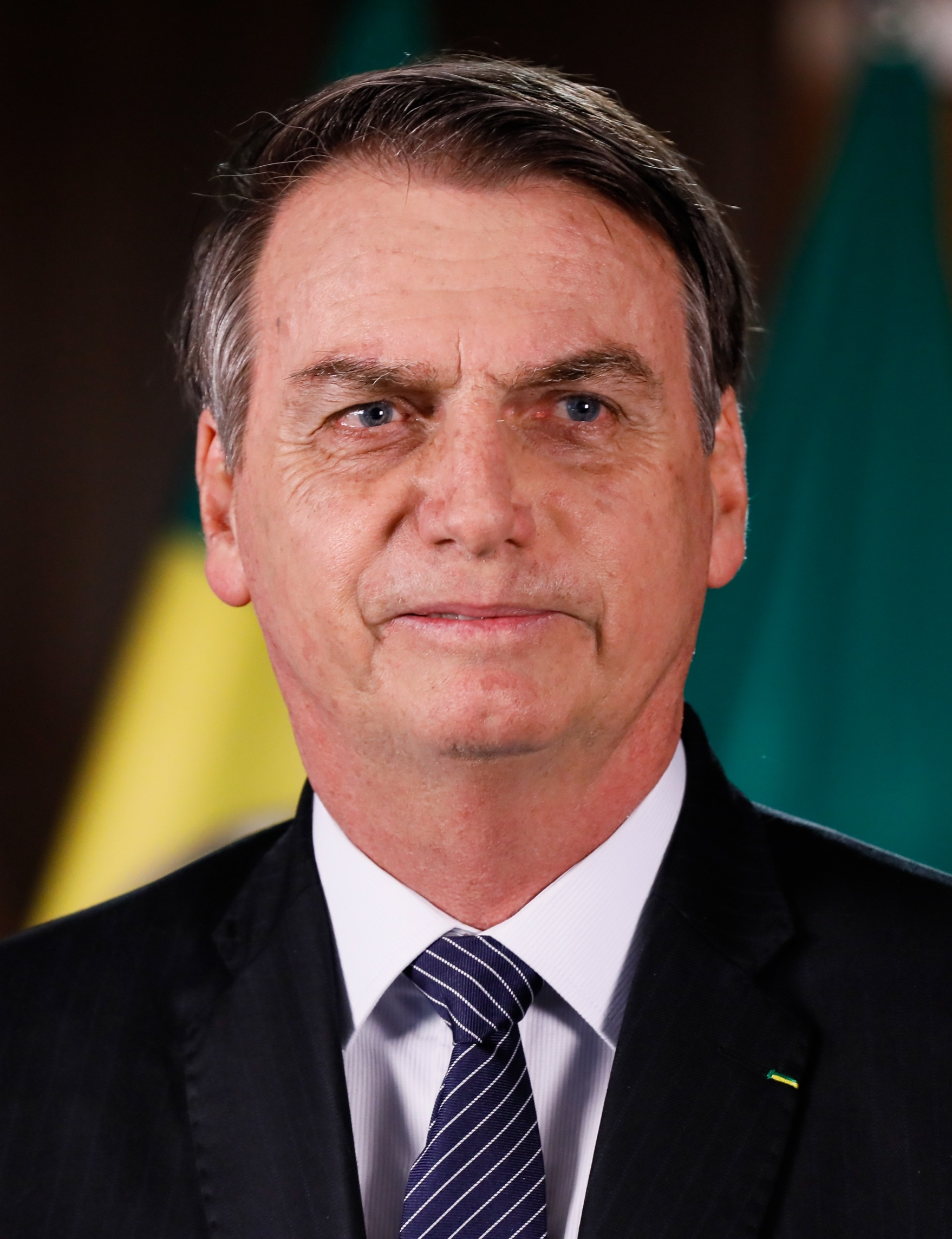
Brasil Jair Bolsonaro 2019–2023
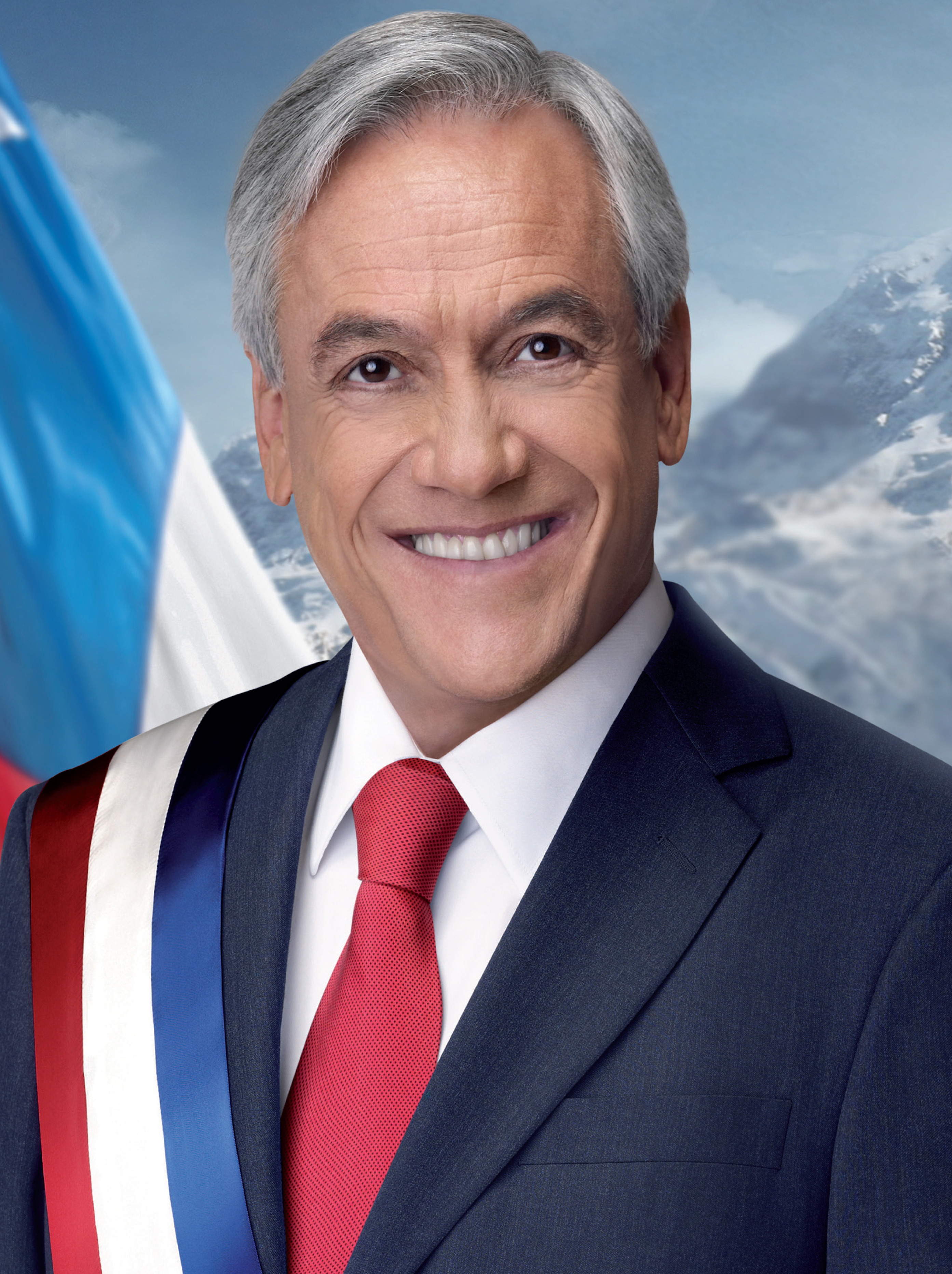
Chile Sebastián Piñera* 2010–2014 2018–2022
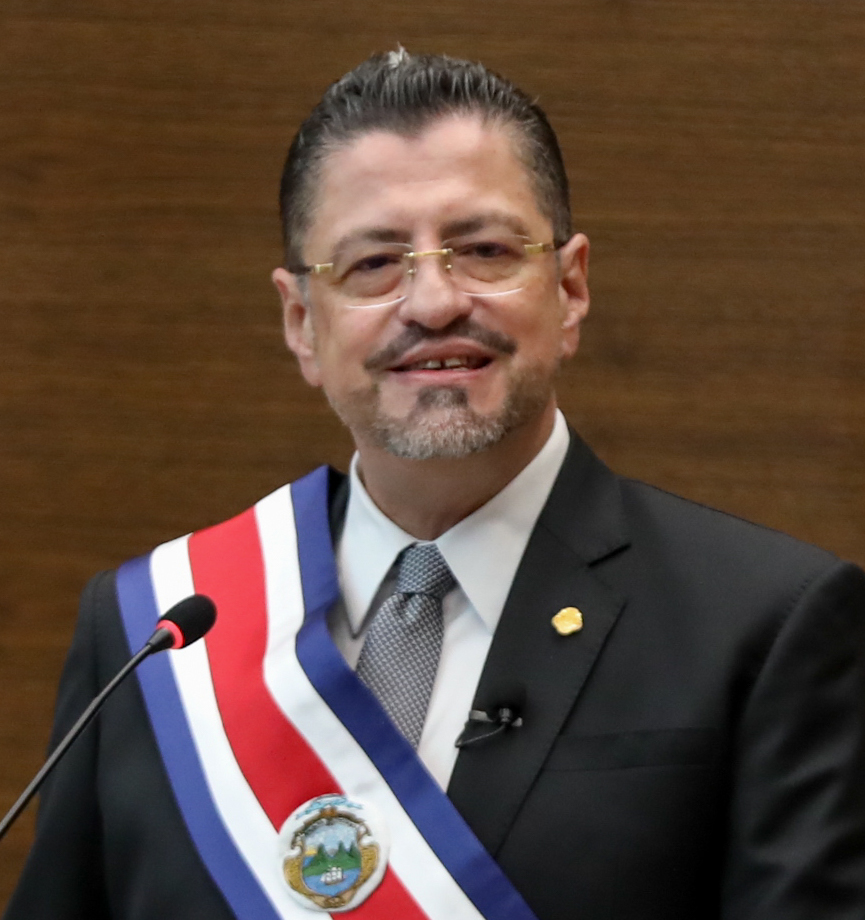
Costa Rica Rodrigo Chaves 2022–presente
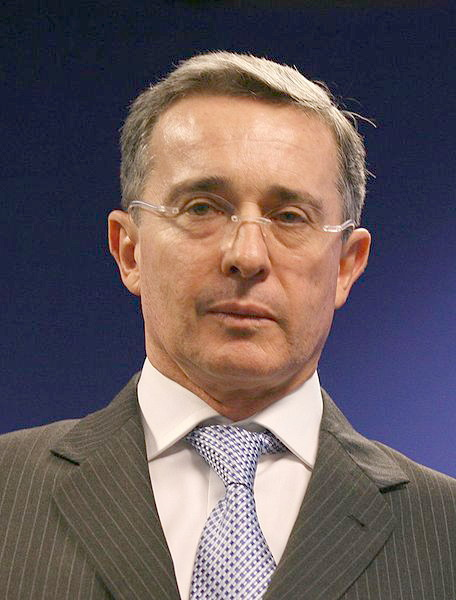
Colômbia Alvaro Uribe 2002–2010
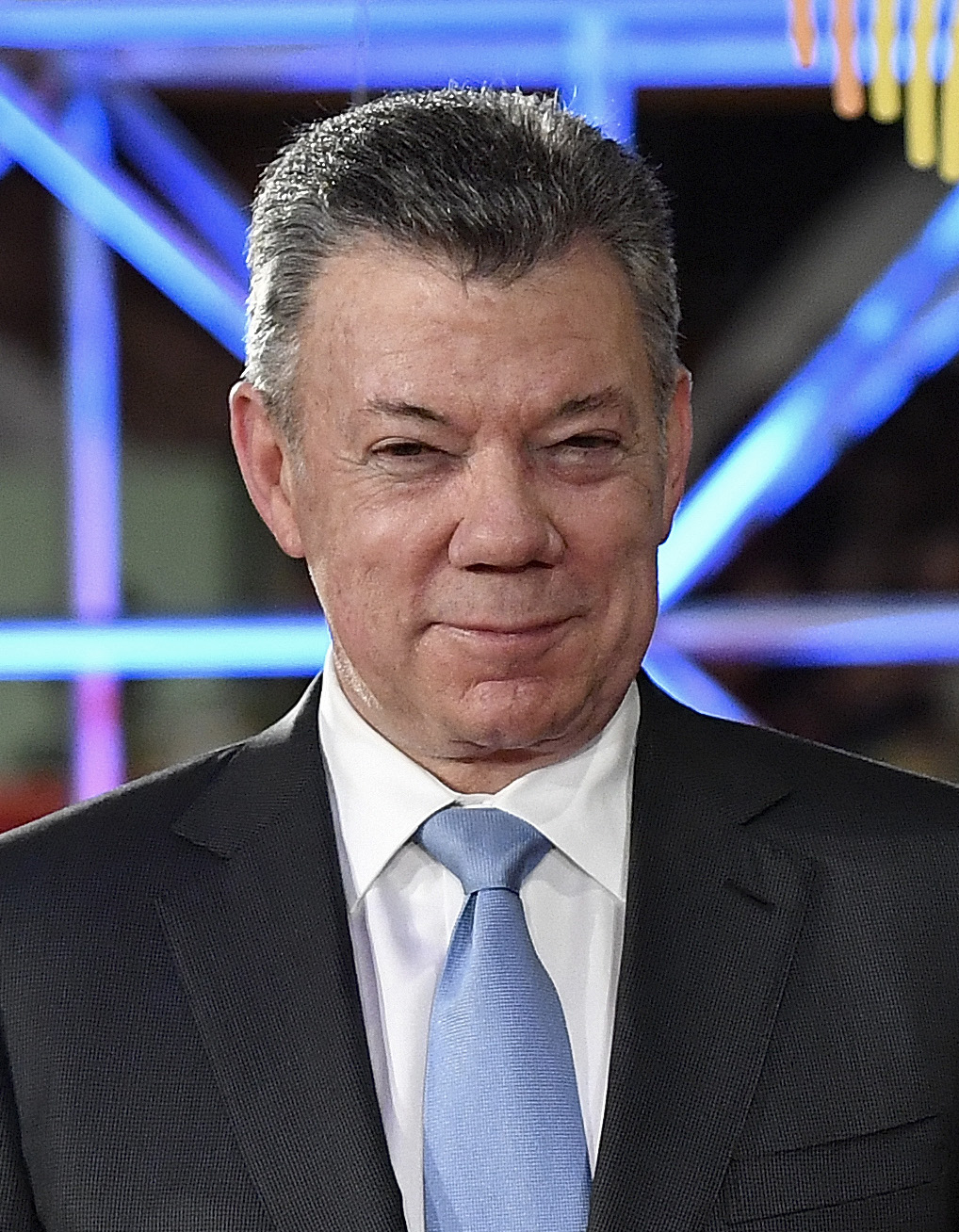
Colômbia Juan Manuel Santos 2010–2018
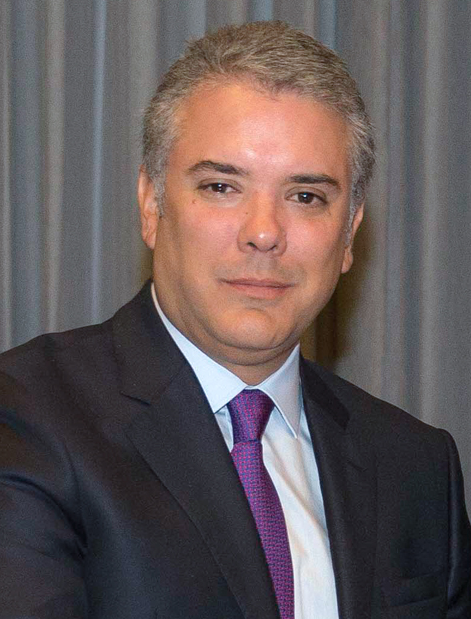
Colômbia Iván Duque 2018–2022
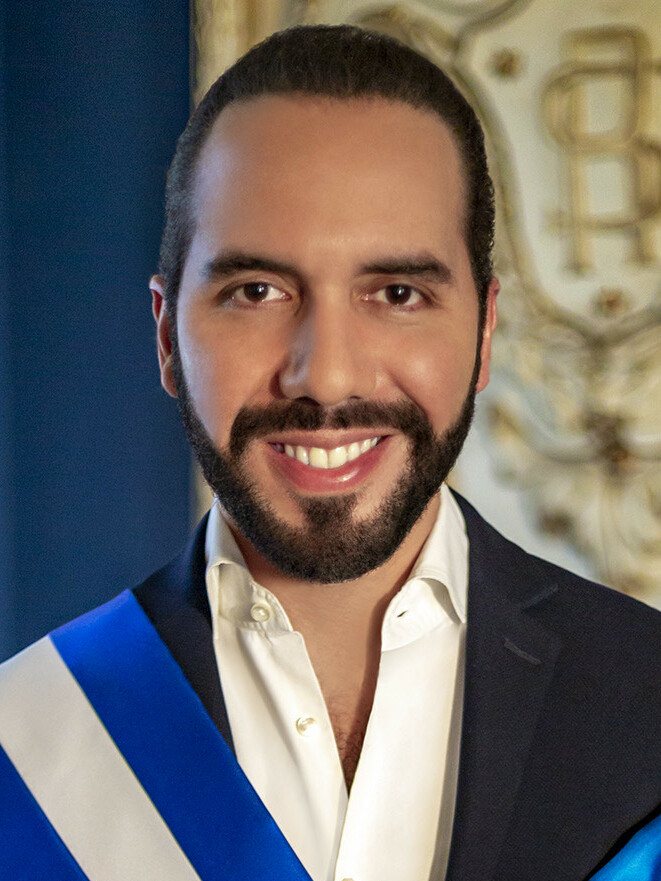
El Salvador Nayib Bukele 2019–presente
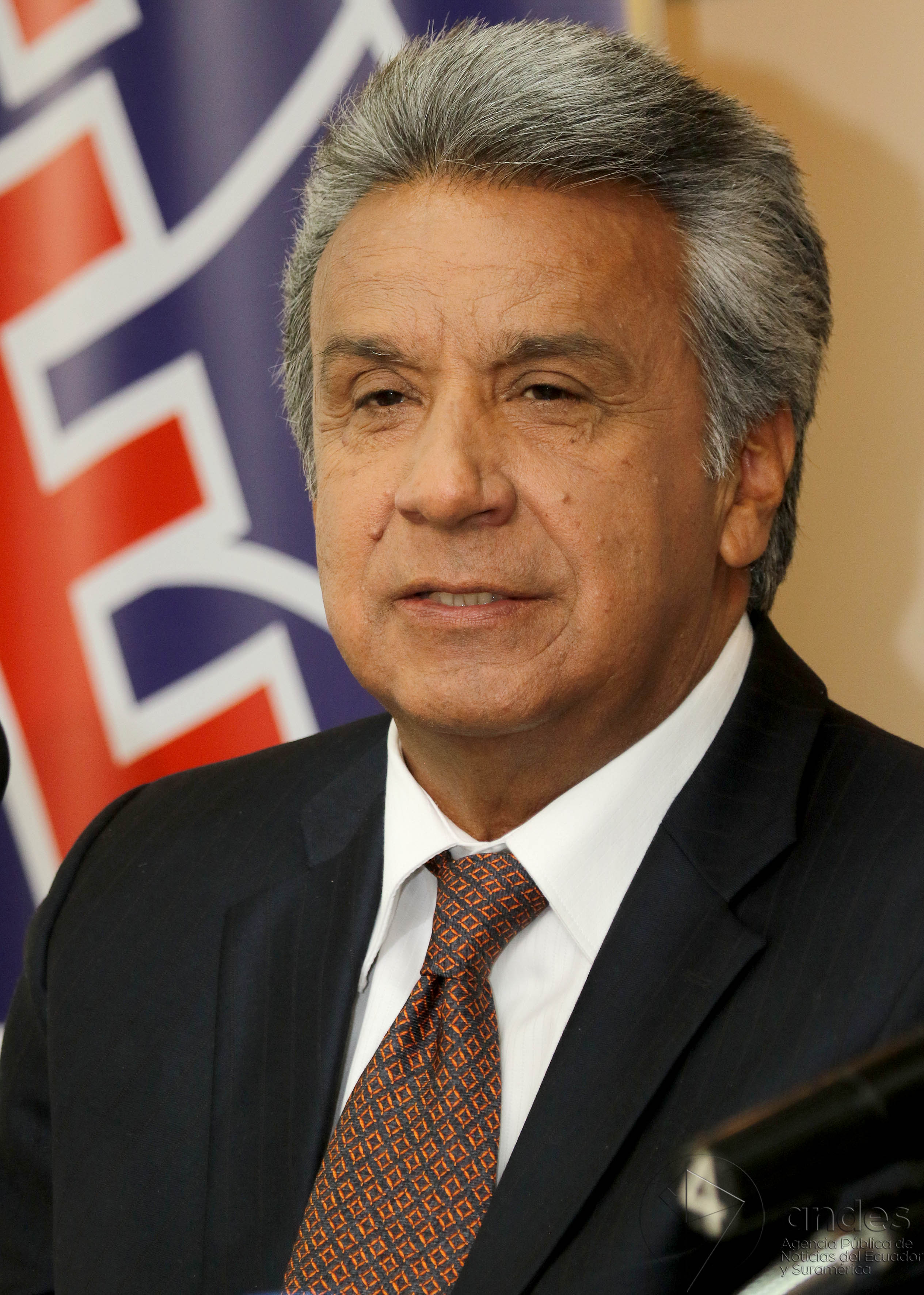
Equador Lenín Moreno* 2017–2021
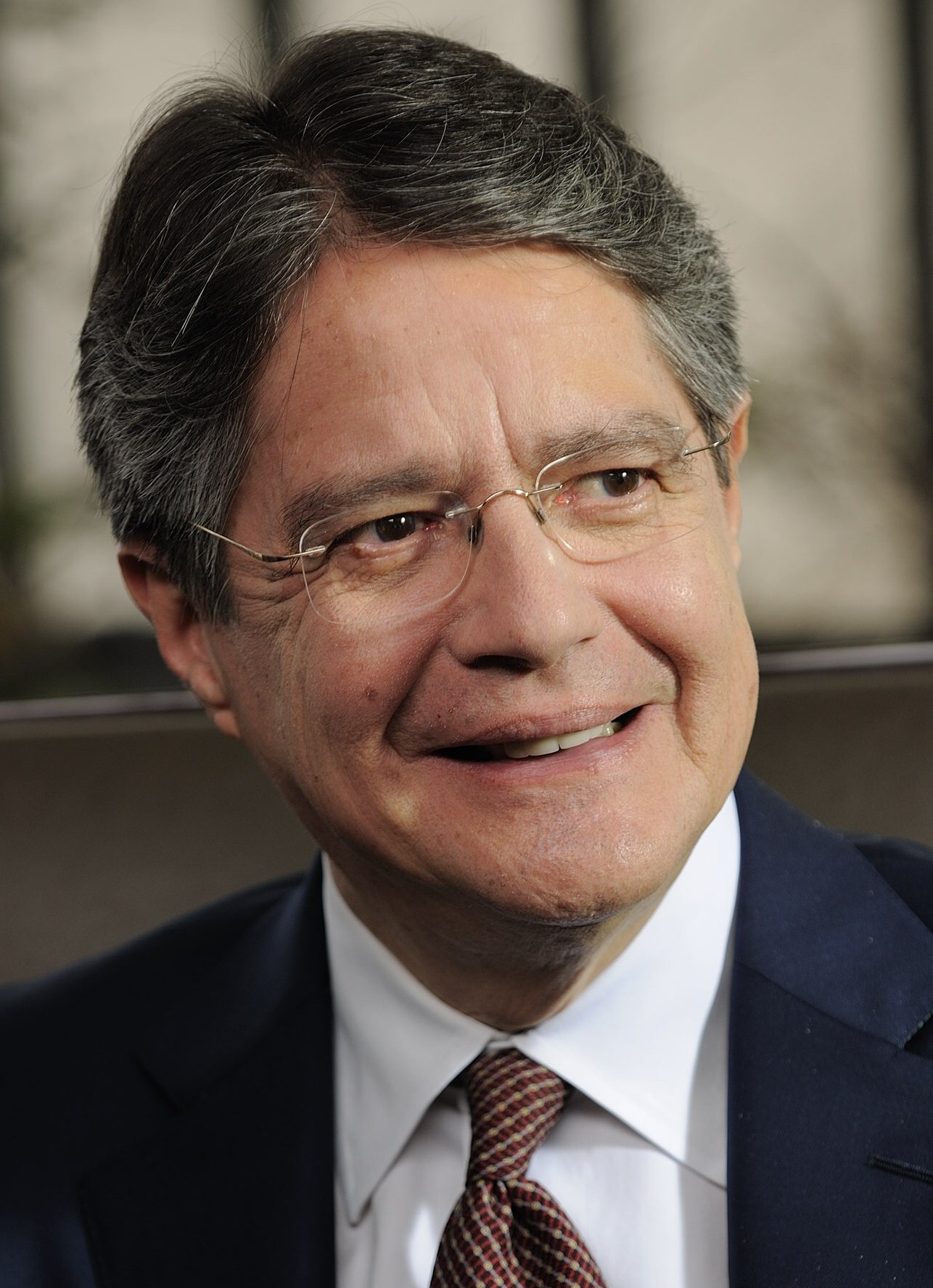
Equador Guillermo Lasso* 2021–2023
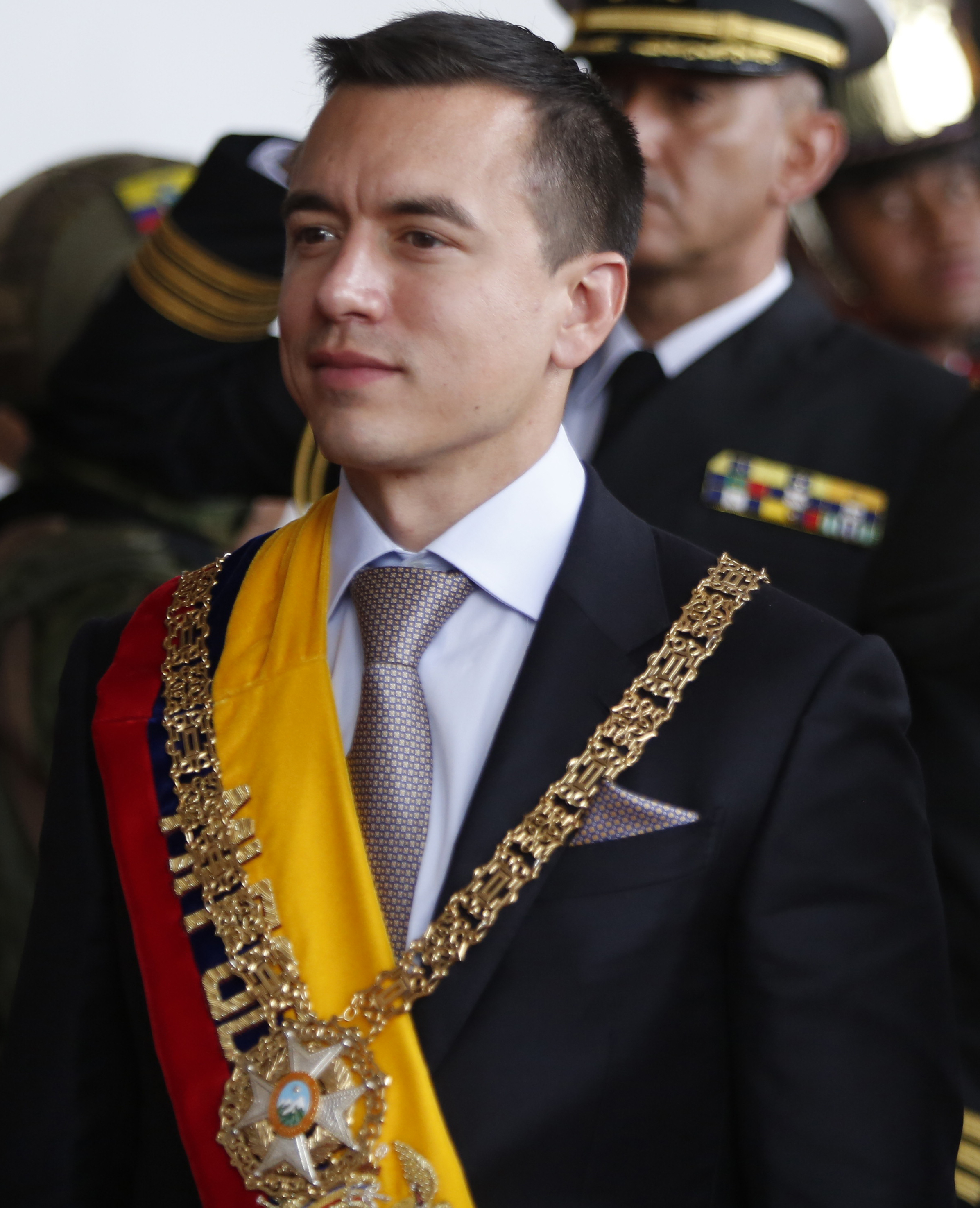
Equador Daniel Noboa 2023–presente
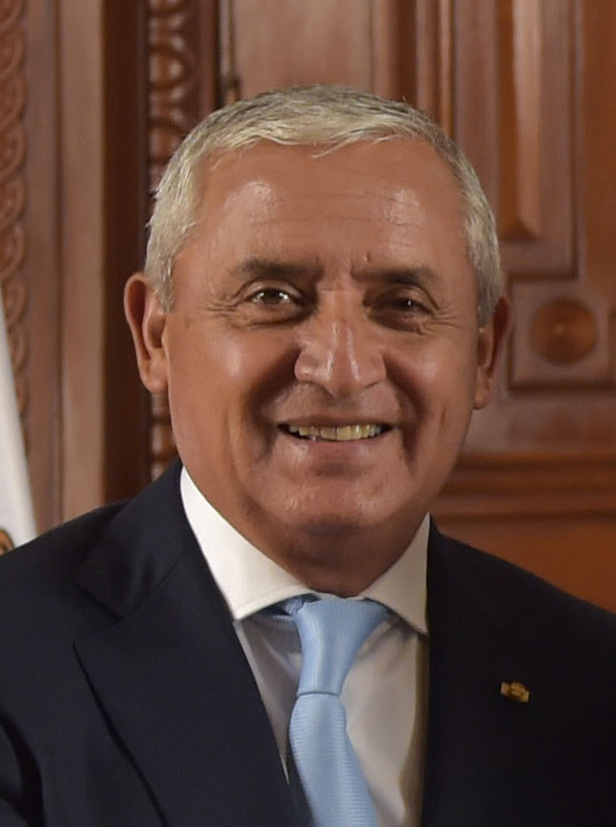
Guatemala Otto Pérez Molina 2012–2015
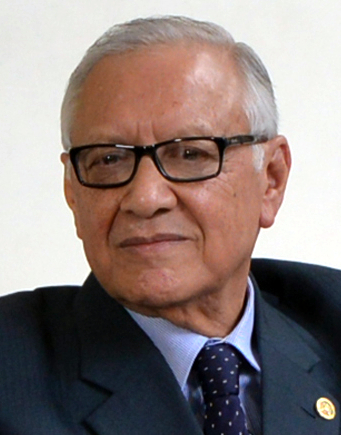
Guatemala Alejandro Maldonado 2015–2016
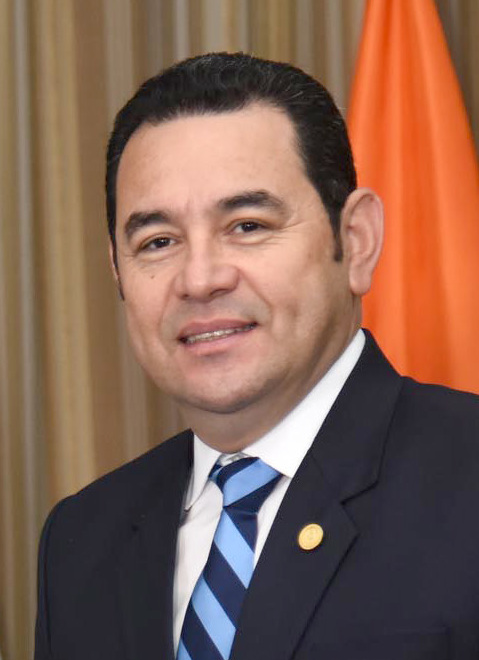
Guatemala Jimmy Morales 2016–2020
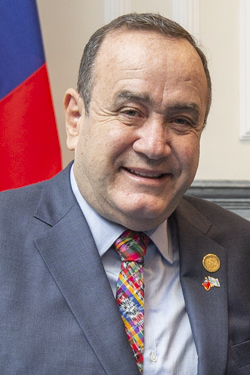
Guatemala Alejandro Giammattei 2020–2024
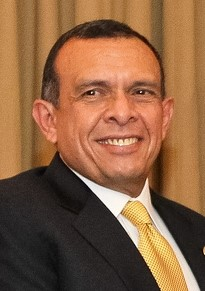
Honduras Porfirio Lobo Sosa 2010–2014
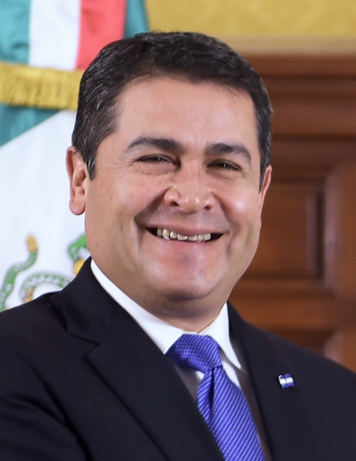
Honduras Juan Orlando Hernández 2014–2022
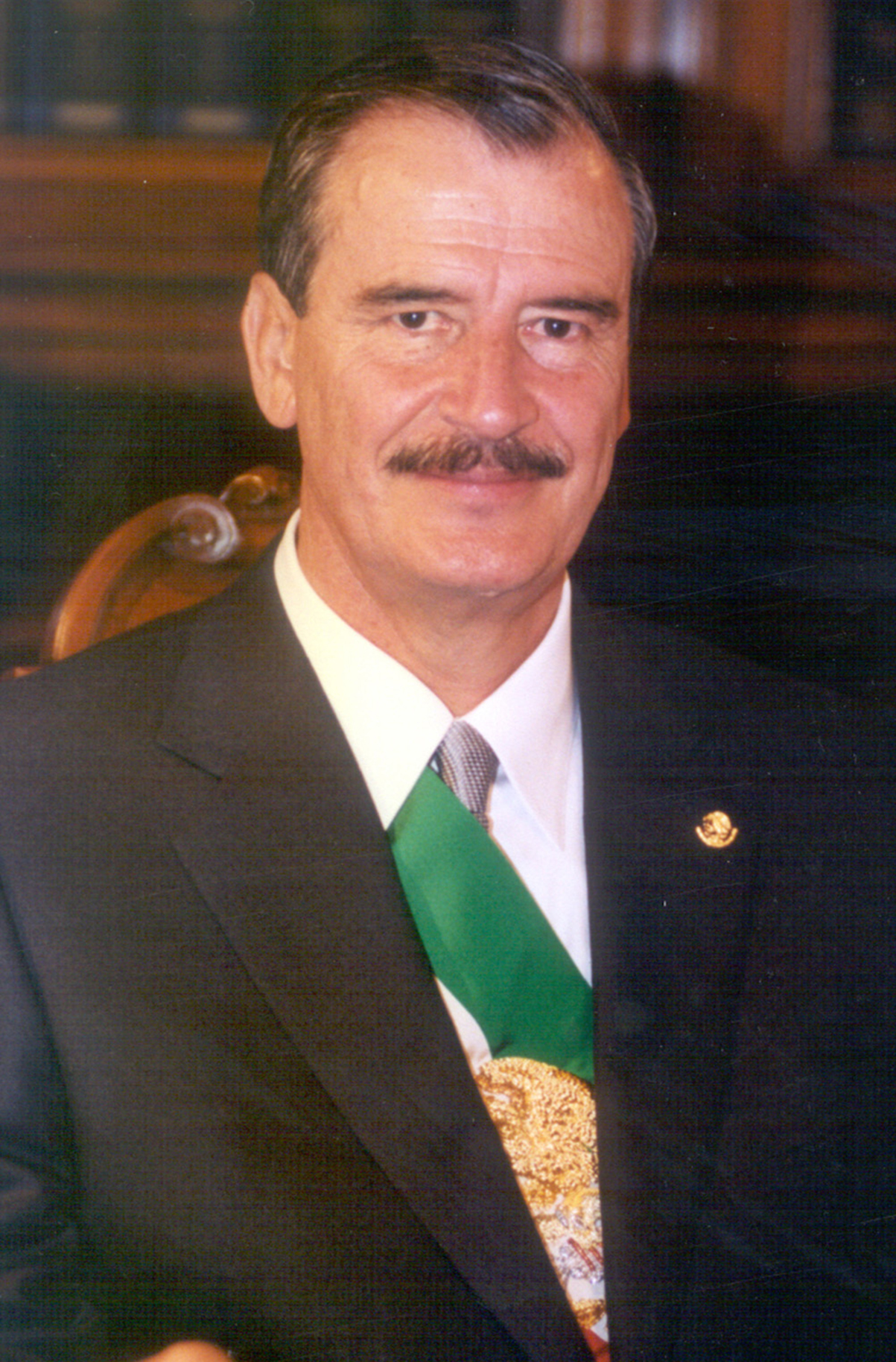
México Vicente Fox 2000–2006
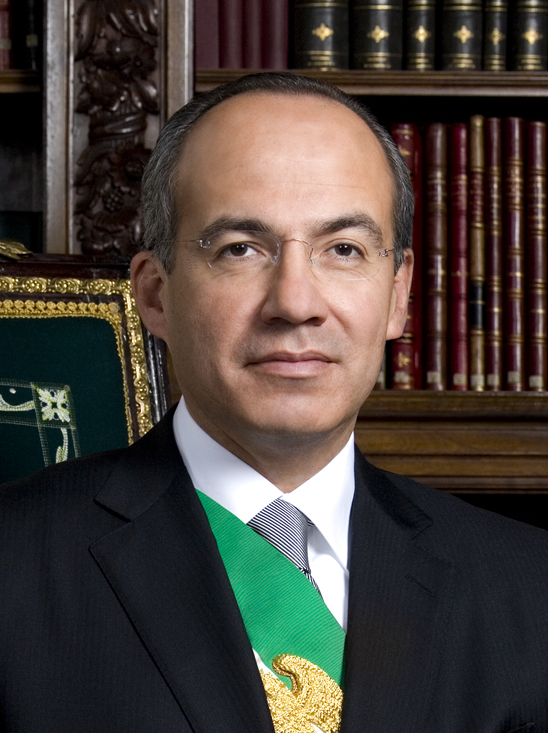
México Felipe Calderón 2006–2012
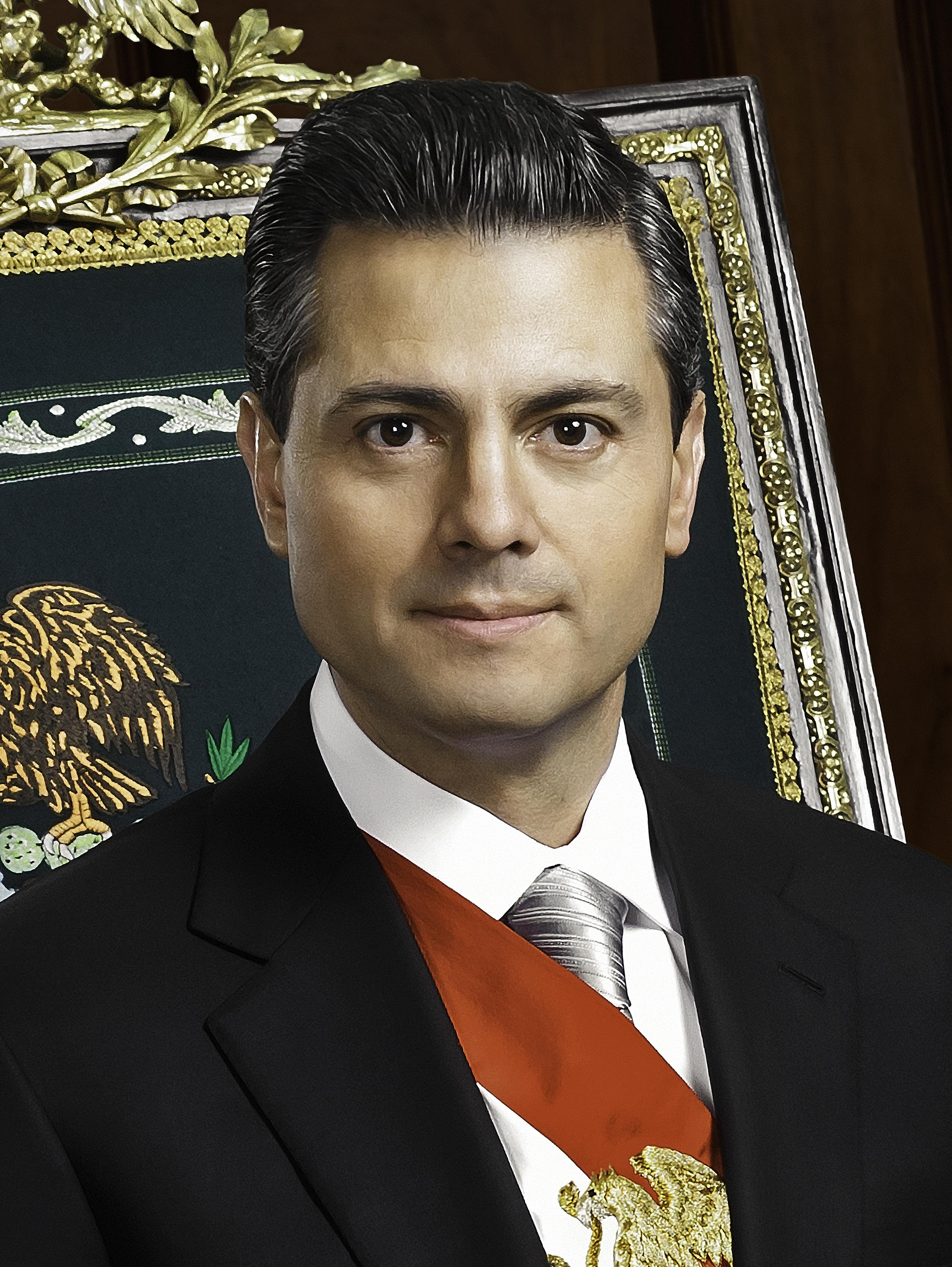
México Enrique Peña Nieto 2012–2018
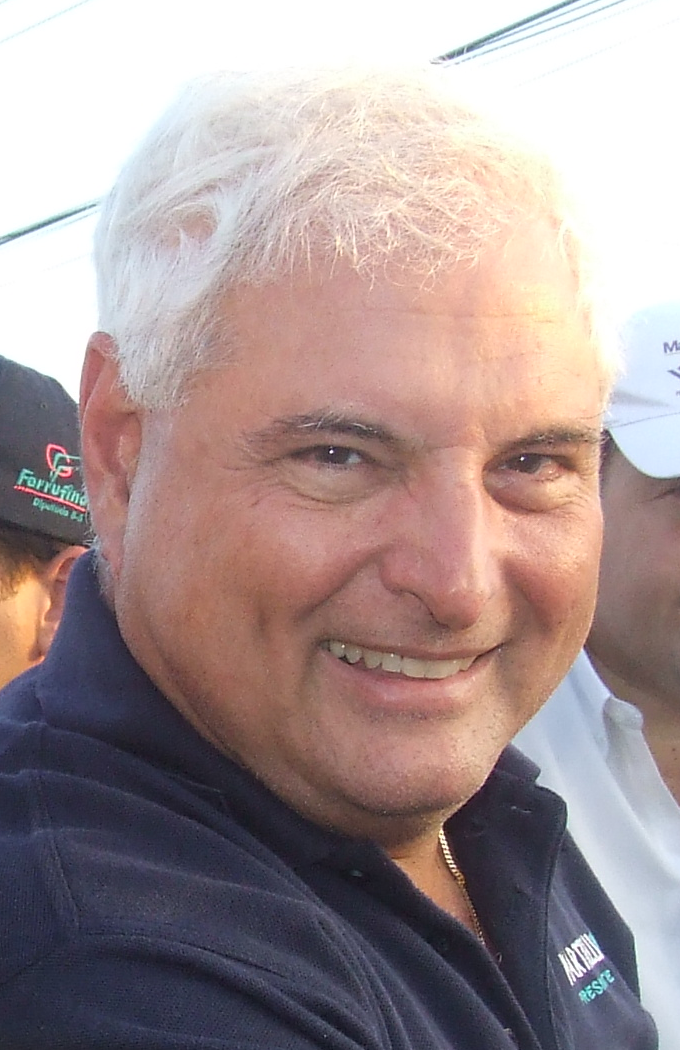
Panamá Ricardo Martinelli* 2009–2014
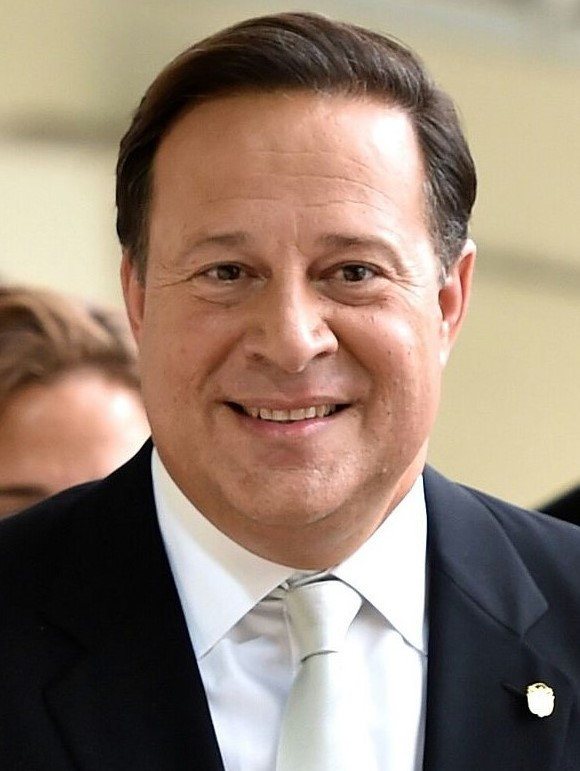
Panamá Juan Carlos Varela* 2014–2019
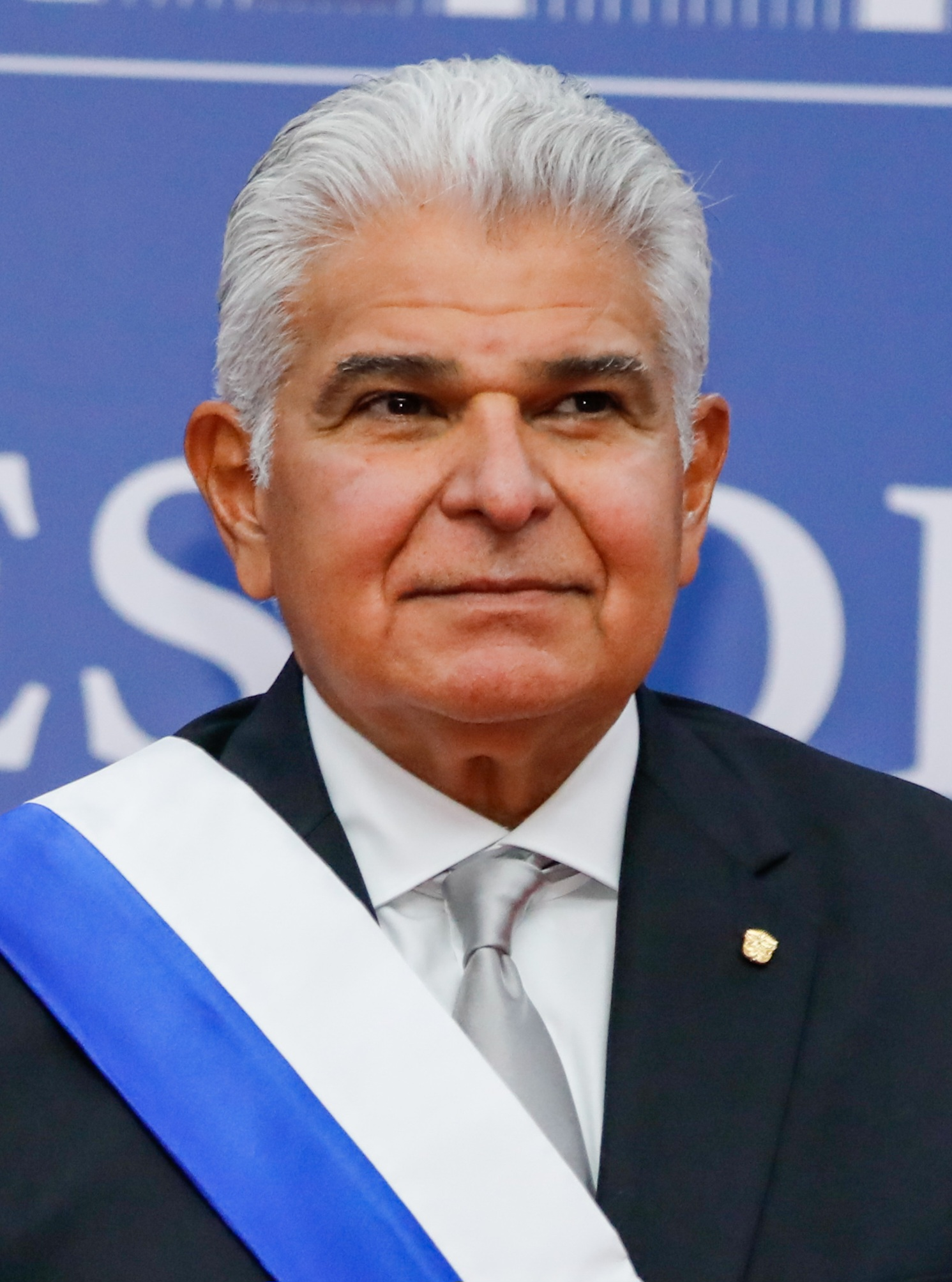
Panamá José Raúl Mulino 2024–presente
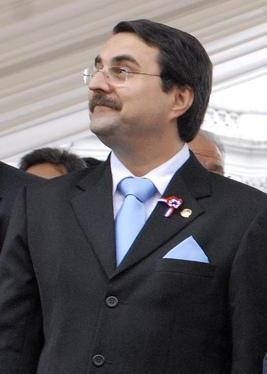
Paraguai Federico Franco 2012–2013
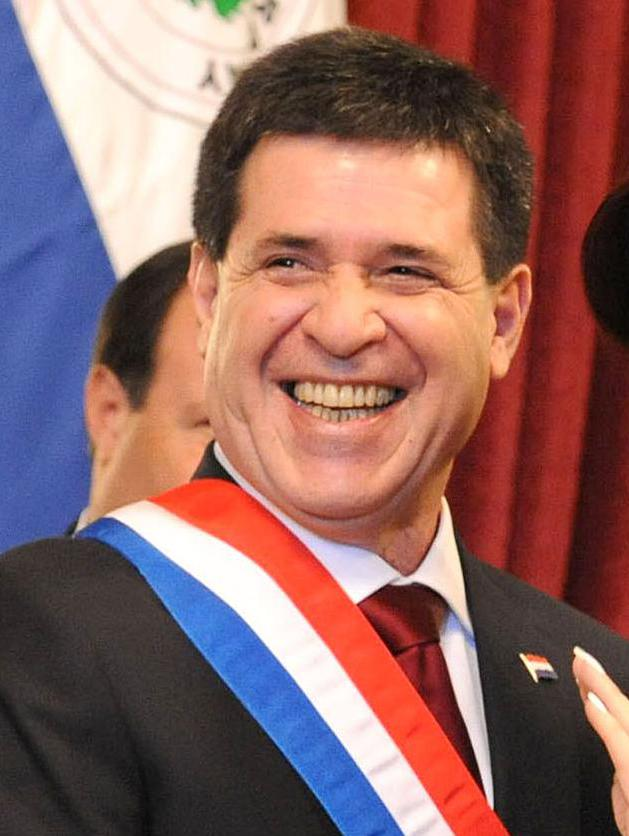
Paraguai Horacio Cartes 2013–2018
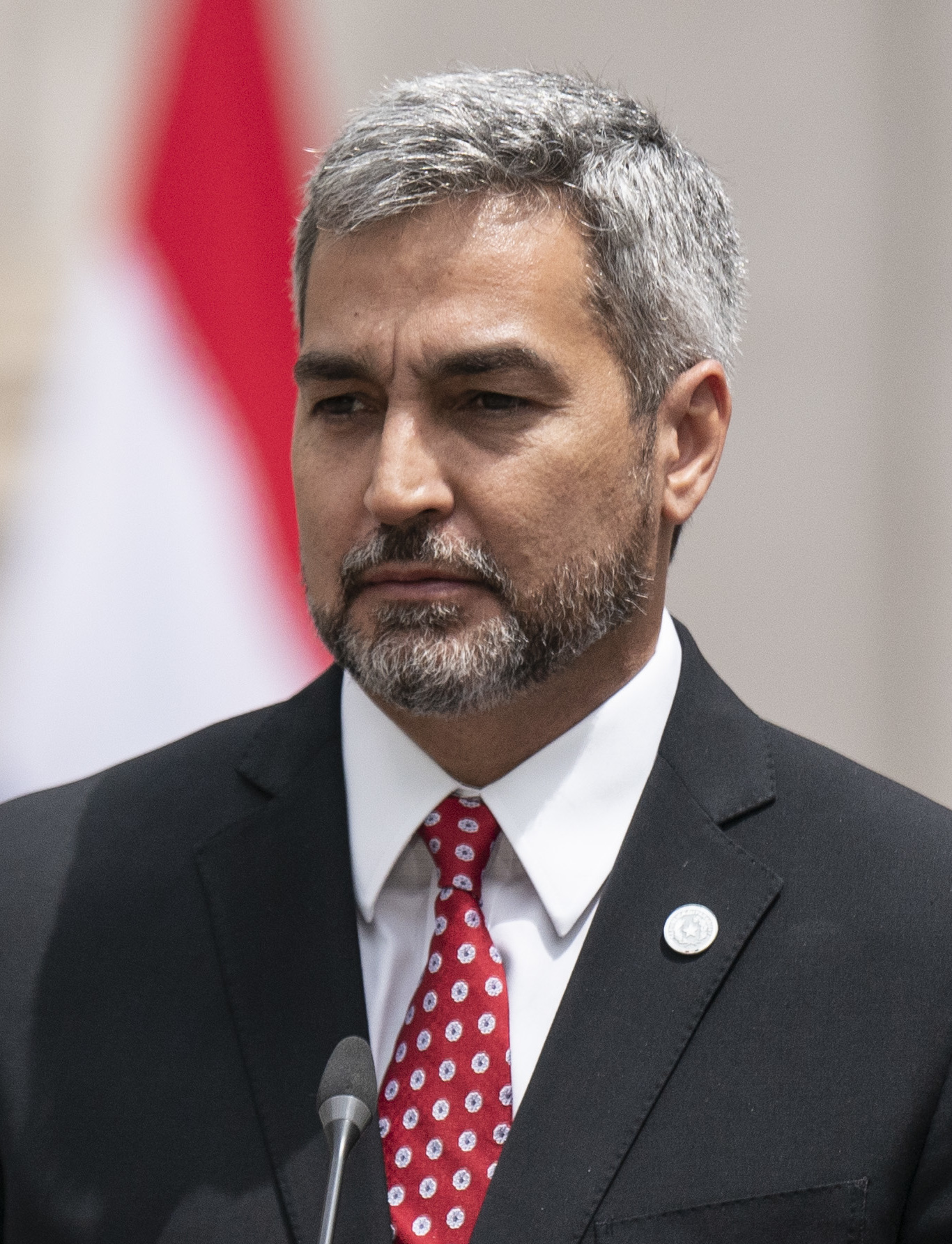
Paraguai Mario Abdo Benítez* 2018–2023
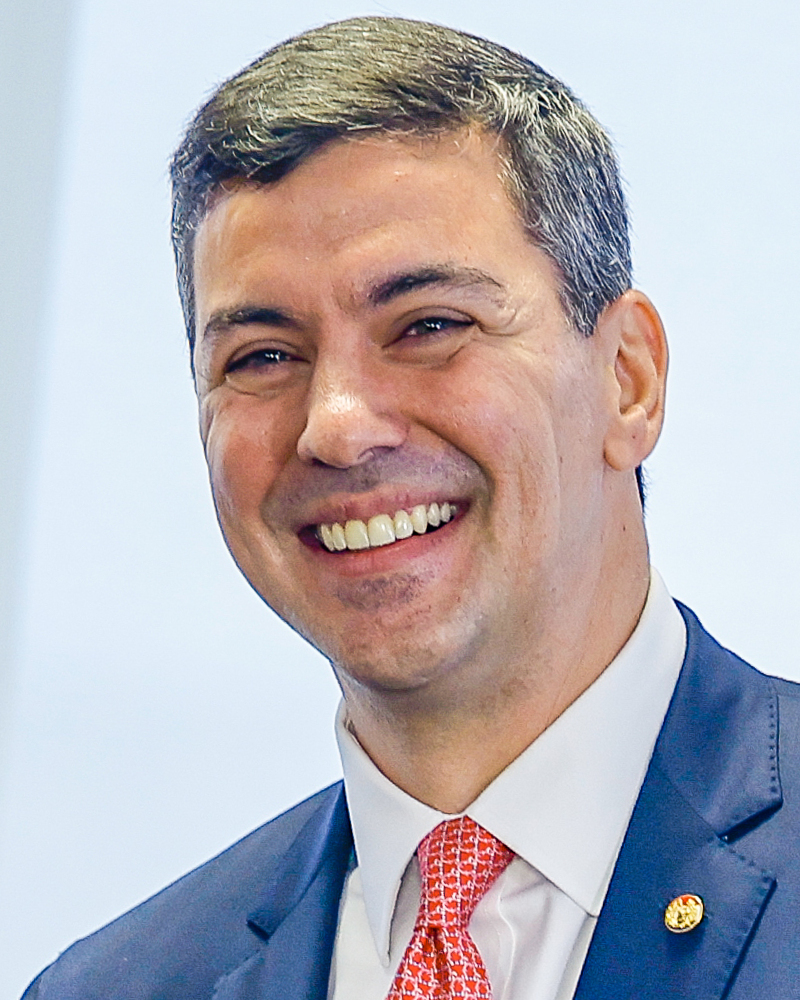
Paraguai Santiago Peña* 2023–presente
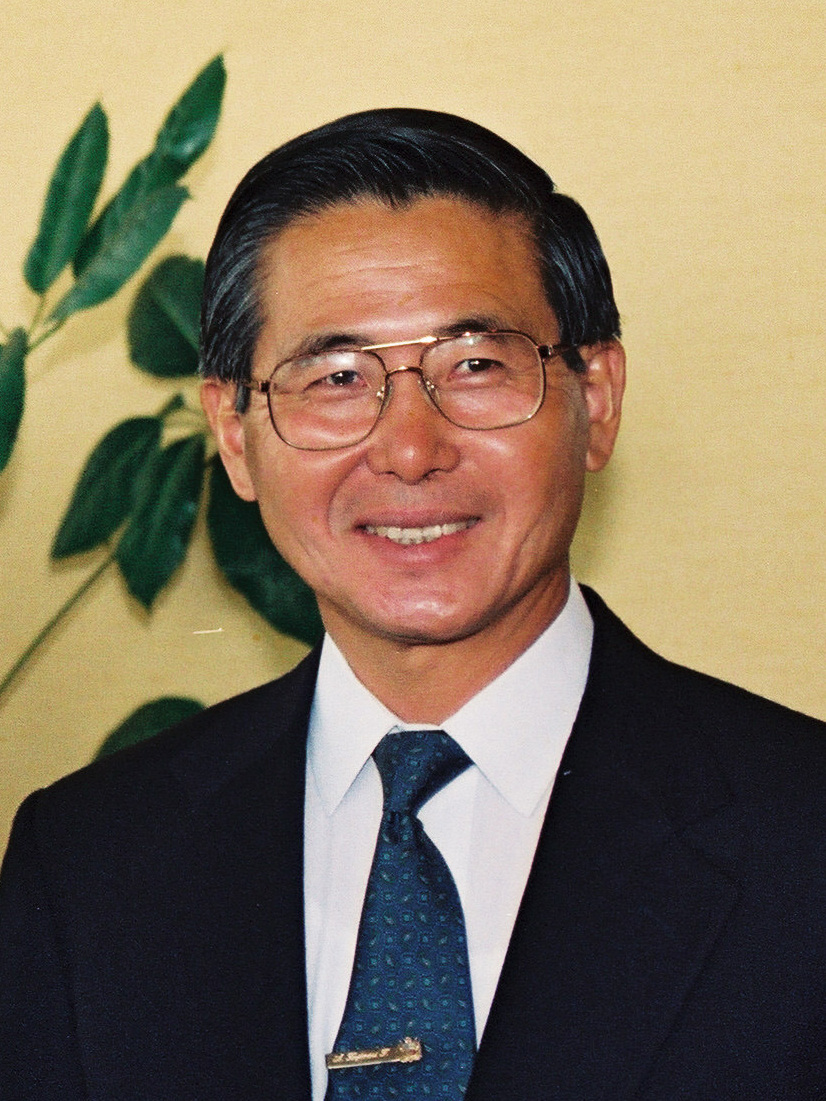
Peru Alberto Fujimori 1990–2000
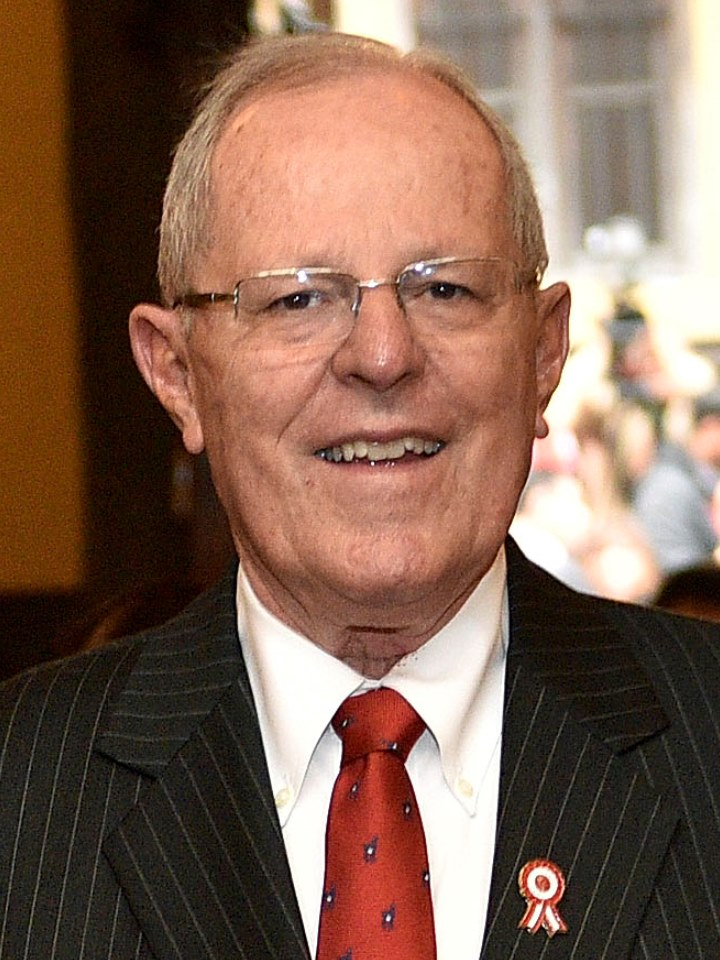
Peru Pedro Pablo Kuczynski* 2016–2018
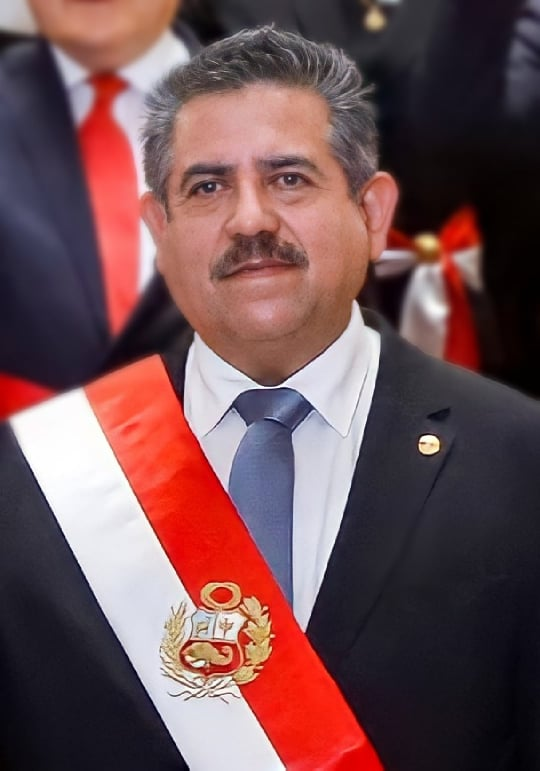
Peru Manuel Merino* 2020–2020
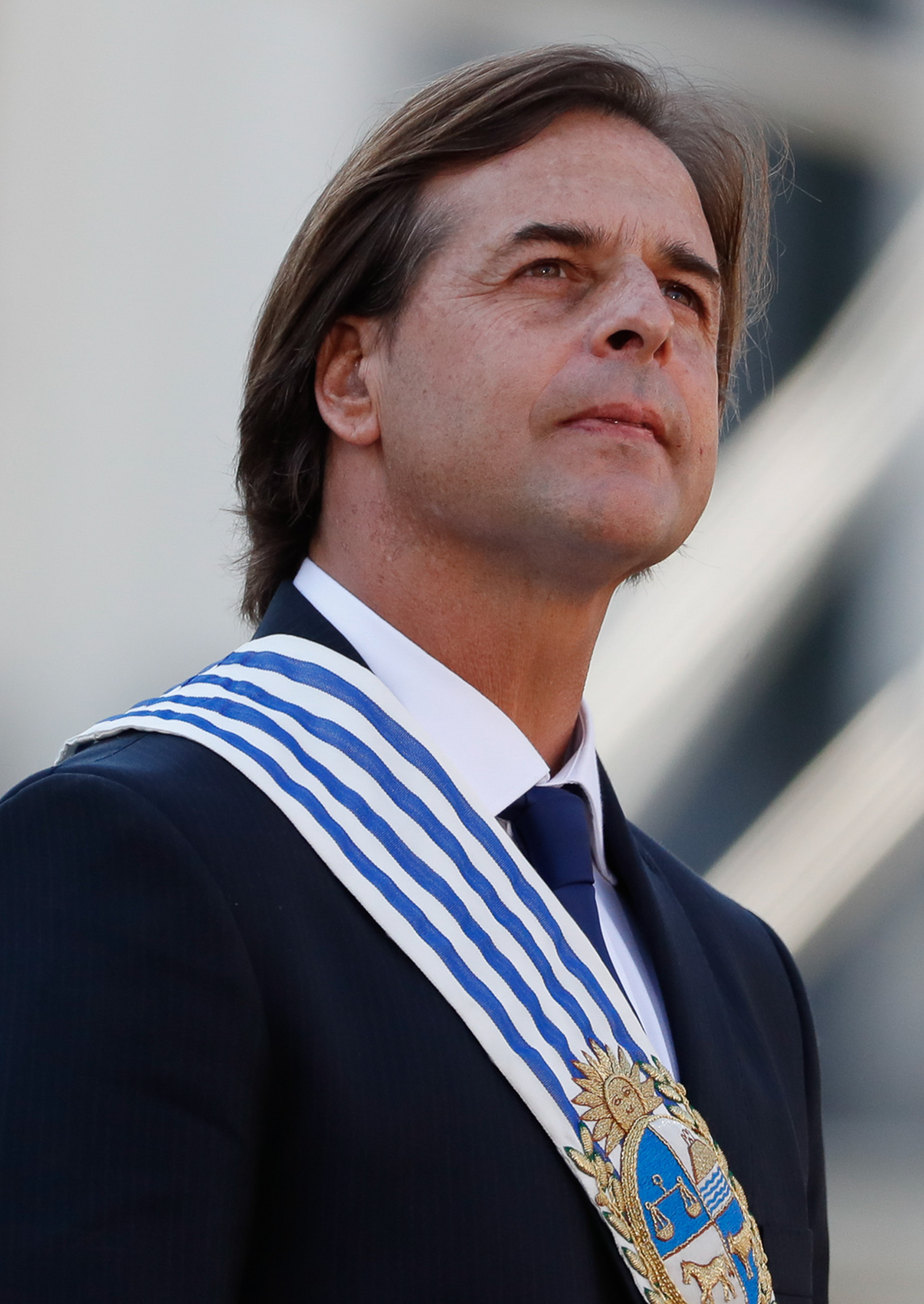
Uruguai Luis Alberto Lacalle Pou* 2020–2025